# Нанумба
Нанумба — народ, проживающий на юго-востоке Северной области Ганы в междуречье Дака и Оти. Альтернативные названия — нанун, нануне и нанум. Нануне является самоназванием. К родственным народам относят моси, дагомба, кусаси и мампруси.

## Численность
По оценкам на 1990-е годы численность данной этнической группы составляла порядка 50 тысяч человек.

## Язык
Родным языком данного народа является язык нанумле или нанумли, который принажлежит группе гур нигеро-кордофанской семьи. Порой данный язык относят к диалекту дагбани (дагомба).

## Религия
Большинство представителей данного народа придерживается традиционных религиозных верований. Также среди народа нанумба встречаются мусульмане-сунниты и христиане католического и протестантского толка.

## История
Как повествуют этногенетические предания, предки народа Нанумба пришли на их современную территорию расселения с северо-востока, вполне вероятно, из стран хауса. В доколониальный период с точки зрения этнокультурного и политического аспекта данный народ развивался под мощным воздействием народа дагомба. В настоящее время народ нанумба живёт в постоянной и непрерывной связи с народом конкомба. Представители последнего народа начали переселяться на территорию обитания нанумба ещё в колониальный период, и теперь они имеют численное превосходство над народом нанумба.
Этносоциальные разногласия между представителями данных племён привели к взаимным претензиям и разногласиям, что в итоге привело к крупному межэтническому конфликту, разгоревшемуся в 1981 году. Данный конфликт оказался кровопролитным, за ним последовало множество человеческих жертв, и он приобрёл широкое общегосударственное значение.

## Основные занятия

### Земледелие
Народ нанумба традиционно занимается тропическим ручным земледелием. Выращивают такие культуры, как просо, ямс, кукуруза, сорго, фонио, рис, арахис, бобовые, овощи. Распространено и скотоводство, представители этого народа разводят крупный и мелкий рогатый скот.

### Ремесло
Развиты такие ремесла, как гончарное, кузнечное, ткацкое дела. Данный народ занимается плетением и резьбой по дереву. Также в их деятельность входит рыболовство, охота и собирательство.

### Сеть магазинов на территории расселения племени нанумба
В большинстве случаев магазины в северо-восточной Гане расположены в густо заселённых районах. Магазины, расположенные на территории расселения племени нанумба, работают в течение 6 дней в неделю, в то время как магазины на территории расселения соседних племён, таких как кусаси, фрафра, касани и мампруси, работают только в течение трёх дней в неделю. Данный график работы магазинов зависит от плотности населения в рассматриваемом районе.
Основной отраслью торговли для племени нанумба является торговля одеждой, но она (эта отрасль) не монополизирована одной их этнической группой. Наряду с ними подобной деятельностью занимаются представители местного племени дагомба и таких неместных племенных групп, как йоруба и хауса.

## Социальная структура

### Традиционная социальная организация
Большесемейные и деревенские общины, патрилинейные роды и подразделения военной организации (структура последней была заимствована у племени дагомба, хотя основа её — ашантийская) составляли основу традиционной социальной организации.

### Брак
У представителей данного народа в большинстве случаев брачные поселения вирилокальные, то есть распространён патрилокальный брак — такой вид брака, при котором предусмотрен переход от материнского к отцовскому роду. Широко распространена полигиния, также часто практикуется покупной брак. У народа нанумба сохранился традиционный обряд обрезания.

### Социальная стратификация
В доколониальный период у народа нанумба возникло деление на следующие страты: знать, свободные общинники и зависимые, то есть рабы и кабальники.

## Межплеменные конфликты
Как было доказано в ходе войны в 1994 году, когда нанумба в союзе с племенами дагомба и гонжа столкнулись в борьбе с племенем конкомба, состоящем в союзе с навури, — традиционные племенные споры между формально доминирующими (нанумба, дагомба, гонжа) и зависимыми племенами (кусаси, конкомба) до сих пор являются потенциально важными. В ходе этой войны было официально зарегистрировано около 2000 погибших, 178000 вытесненных с места жительства людей и более 300 разрушенных жилищ.
Одним из эпизодов данной войны можно считать усилившиеся в начале 1994 года массовые столкновения между племенами нанумба и конкомба в северной Гане, которые привели к множеству человеческих жертв (около 1000 смертей) и вытеснили 150000 людей, оставив их без крова. Результаты и обстоятельства этого конфликта не ясны. Однако по информации некоторых источников известно, что поводом для конфликта, развернувшегося в феврале 1994 года, послужило убийство мальчика из племени конкомба мужчиной из племени нанумба из-за их спора по поводу цены на цесарку.

## Быт

### Жилище
Поселения у представителей этого народа чаще всего компактные. Традиционно они живут в круглых глинобитных домах с соломенной крышей.

### Одежда
В традиционный мужской костюм входит длинная полосатая рубаха с короткими рукавами. Женский традиционный костюм представляет собой поясную одежду вроде юбки, в качестве праздничного наряда женщины данного народа используют аканское кенте.

### Еда
Основу рациона представителей народа нанумба составляет молочная и растительная пища. Наиболее распространены каши, похлебки, жареные и печеные бобы, а также клубнеплоды.

## Культура

### Традиционные верования
Традиционно веруют в духов предков и одушевлённые силы природы (огня, воды, земли). Широко распространена вера в магию, ведовство и фетиши-обереги. Особо важную роль в жизни народа нанумба выполняют тендаана ("хранители земли") — прорицатели и жрецы культа земли.

### Фольклор
Наиболее распространенные и популярные среди этого народа жанры фольклора — это песни, пословицы, сказки.